# گراهام ادواردز (بازیکن فوتبال)
گراهام ادواردز (انگلیسی: Graham Edwards؛ زادهٔ ۲۱ ژوئیهٔ ۱۹۳۶) بازیکن فوتبال اهل انگلستان است.
از باشگاه‌هایی که در آن بازی کرده‌است می‌توان به باشگاه فوتبال فنلو اشاره کرد.